# Рыбалтовский, Александр Юльевич
Алекса́ндр Ю́льевич Рыбалто́вский (25 октября 1887 — 23 сентября 1919) — начальник штаба Кронштадтской крепости, расстрелян в 1919 году по подозрению в участии в подготовке восстания на форте «Красная Горка».

## Биография
Выпускник Царскосельской гимназии. В 1903—1904 одноклассник Н. С. Гумилёва.
В 1907 году — выпускник Морского корпуса. 20-го апреля 1907 года Приказом Морского Министра № 91 произведён в унтер-офицеры. С 13 апреля 1908 года — мичман Черноморского флота. С 23 марта 1912 — лейтенант. Старший лейтенант. После революции служил в РККА. В 1919 году начальник штаба Кронштадтской крепости. В связи с восстанием на форте «Красная горка» заподозрен в участии в подготовке восстания. Обвинён в том, что состоял в Всероссийском национальном центре. Расстрелян ВЧК 23 сентября 1919 года.

### Братья
- Рыбалтовский, Юлий Юльевич (18 июня 1886—1920)— командир канонерской лодки «Опыт», затем командир группы бронепоездов Двинского фронта, капитан 2-го ранга, взят в плен, расстрелян красными в Вологде или Холмогорах[4];
- Рыбалтовский, Владимир Юльевич (25.06 (7.07).1889, Санкт-Петербург — 23.08.1951, Ленинград) — начальник ВВМУ им. М. В. Фрунзе, контр-адмирал[4];
- Рыбалтовский, Николай Юльевич (1896—1967 или 1969) — инженер-капитан 1-го ранга, профессор Военно-морской академии, доктор военно-морских наук.

## Киновоплощение
- «Незабываемый 1919 год» — Николай Гарин